# 半夜 (神秘博士)
《半夜》（英語：Midnight）是英國科幻電視劇神秘博士新版第四季的第十集，在2008年6月14日透過英國廣播公司第一台首播。本集跟第四季其他集比起來，較著重於大衛·田納特所飾演的博士。而本季博士的搭檔唐娜·诺布尔（由凯瑟琳·塔特飾）在本集戲份甚少，只在開場和結局中出現，而史蒂芬·詹姆斯·沃克也在他的一本書中提到此一現象。下一集向左轉與本集剛好相反，主要是在注重唐娜改變生命中的抉擇，使她所熟知的一切完全改變。

## 外部連結
- TARDIS Data Core上的相关条目： Midnight (TV story)
- "Midnight" 在 BBC《異世奇人》的主頁
- "Midnight" 在 異世奇人: 時間（旅行）簡史
- "Midnight" 在 異世奇人參考導覽
- 互联网电影数据库上Midnight的资料（英文）
- Shooting Script for "Midnight"

### 評論
- "Midnight"  評論 在異世奇人評分導覽